# 确定准许儿童在海上工作的最低年龄公约
确定准许儿童在海上工作的最低年龄公约（英語：Minimum Age (Sea) Convention）是1920年6月15日第二届国际劳工大会通过的一项公约，又称1920年最低年龄（海上）公约，是国际劳工组织第7号公约（C007）。公约于1921年9月27日生效。

## 内容
公约第二条规定受雇用或工作于船舶上的儿童年龄不得低于14岁。

## 例外
公约第二条、第三条声明了两种例外不受最低年龄的限制：
1. 船舶所使用的人员仅为同一家庭成员的；
2. 经政府机关核准并受其监督的教学船或培训船。

## 批准情形
截至目前，已有53个国家批准该公约，但包括中国在内的大部分缔约国根据2006年海事劳工公约自动退出了本公约，目前公约仅对 圣卢西亚生效。
 巴西(1974)、 墨西哥(1952)、 荷蘭(1947)、 乌拉圭(1955)是加入之后主动退出的四个国家。